# 자원민족주의
자원민족주의(資源民族主義, resource nationalism)는 국민들과 정부가 자신들의 영토에 위치한 천연 자원의 통제권을 주장하는 경향을 말한다. 그 결과 자본민족주의는 다국적 기업들과의 관심사와 충돌한다.
자원민족주의의 최근 흐름은 1990년대 라틴아메리카의 경제자율화 기간 중 등장하였으며 국민과 정부체는 수출과 자원 부문에서 국가의 독립을 강구하였다.
정부는 에보 모랄레스의 통솔을 통한 볼리비아, 크리스티나 페르난데스의 통솔 하의 아르헨티나, 우고 차베스 하의 베네수엘라 등에서처럼 자원민족주의의 여러 요소들을 채택했다.